# Ademira (Andrea Lucchesi)
Ademira è un'opera seria in tre atti del compositore Andrea Lucchesi su libretto di Ferdinando Moretti. Si tratta dell'unica opera seria portata a compimento dal compositore veneto, e gli fu commissionata durante la sua unica vacanza (aprile 1783-maggio 1784) dalla città di Bonn, ove era Kapellmeister in carica, per celebrare la presenza a Venezia di Gustavo III, Re di Svezia. Il compositore riutilizzò, con qualche modifica, un libretto che Moretti aveva scritto per il napoletano Angelo Tarchi (la loro Ademiraera andata in scena al Teatro alla Scala il 27 dicembre 1783).
Strutturata nei tradizionali tre atti, ci è pervenuta grazie a una copia, incompleta e non autografa, custodita a Lisbona. Nel 2006 è stata eseguita in due diverse produzioni da altrettanti "festival barocchi". Musicalmente contiene qualche pagina di indubbio spicco, quale in primis la splendida aria della protagonista omonima Ah la veggo quell'ombra infelice nel II atto, interpretata da Barbara Strasse, moglie del celebre basso Johann Ignaz Ludwig Fischer - primo Osmin ne Il Ratto dal Serraglio di Mozart - che fu invece utilizzato nel ruolo di Alarico, e per il quale Luchesi scrisse tre arie. Benché l'opera risultasse ben accolta a Venezia, Luchesi non la ripropose mai in Germania al suo ritorno, limitandosi peraltro a rielaborarne alcune pagine nella Cantata per l'elezione a vescovo dell'Arciduca Max Franz dell'anno seguente, eseguita dalla Cappella di Bonn, in cui il giovane Beethoven suonava la viola.